# Yōko Tawada

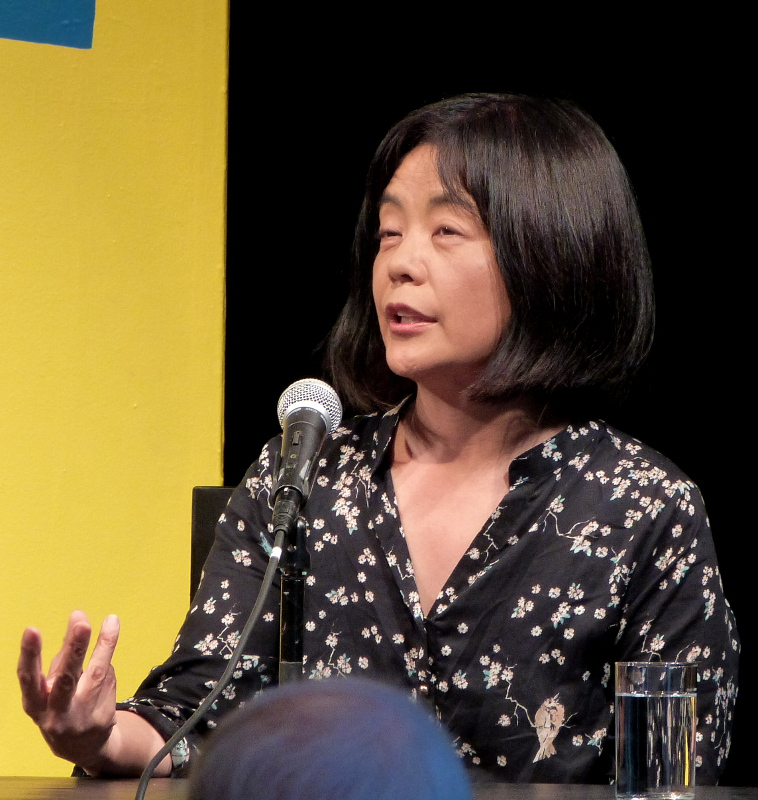
Yōko Tawada (2014)

Yōko Tawada (jap. 多和田 葉子, Tawada Yōko; * 23. März 1960 in Nakano, Tokio) ist eine japanische Schriftstellerin, die in Berlin lebt und in japanischer sowie deutscher Sprache schreibt.

## Leben und Wirken
Yōko Tawada wurde als Tochter eines Buchhändlers in Tokio geboren und studierte an der Waseda-Universität Literaturwissenschaft (Schwerpunkt russische Literatur). Von 1982 an studierte sie Neuere Deutsche Literaturwissenschaft an der Universität Hamburg und promovierte bei Sigrid Weigel in Zürich. Ihre erste literarische Veröffentlichung hatte sie 1986 mit dem Japan-Lesebuch beim Tübinger konkursbuch Verlag, ihre erste Buchveröffentlichung in Deutschland 1987, in Japan 1992. 1999 veröffentlichte sie eine CD mit Aki Takase, sowie bei Raster-Noton mit Noto („13“). Sie schreibt in deutscher und japanischer Sprache Essays, Prosa, Theaterstücke, Hörspiele und Lyrik; ein noch nicht ins Deutsche übersetztes Werk entstand anlässlich eines längeren La-Palma-Aufenthalts. Außerdem ist sie Mitglied im PEN-Zentrum Deutschland.

## Auszeichnungen
- 1990 Förderpreis für Literatur der Stadt Hamburg
- 1991 Gunzō-Nachwuchspreis (Gunzō Shinjin Bungakushō) der Literaturzeitschrift Gunzō für Fersenlos
- 1992 Akutagawa-Preis für Inu mukoiri (Der Hundebräutigam)
- 1993 Lessing-Preis der Freien und Hansestadt Hamburg (Stipendium)
- 1996 Adelbert-von-Chamisso-Preis
- 1997 Villa-Aurora-Stipendium
- 2002 Bunkamura Prix des Deux Magots
- 2005 Goethe-Medaille
- 2011 Murasaki-Shikibu-Literaturpreis
- 2012 Yomiuri-Literaturpreis
- 2013 Erlanger Literaturpreis für Poesie als Übersetzung[1]
- 2015 Mitglied der Akademie der Wissenschaften und der Literatur Mainz[2]
- 2016 Kleist-Preis
- 2017 Warwick Prize for Women in Translation für Memoirs of a Polar Bear, zusammen mit der Übersetzerin Susan Bernofsky
- 2018 Carl-Zuckmayer-Medaille
- 2018 National Book Award for Translated Literature für The Emissary, in der Übersetzung aus dem Japanischen durch Margaret Mitsutani[3][4][5] (dt. 2018 als Sendbo-o-te)
- 2019 Asahi-Preis
- 2022 Ehrendoktor, SOAS University of London[6]
- 2023 Prix Fragonard für En éclaireur (Sendbo-o-te), zusammen mit der Übersetzerin Dominique Palmé[7]
- 2023 Mainichi-Kulturpreis
- 2024 Preis der Japanischen Akademie der Künste

## Veröffentlichungen

### Auf Deutsch
- Nur da wo du bist da ist nichts (Gedichte und Prosa), 1987
- Das Bad (Kurzroman), 1989
- Wo Europa anfängt (Gedichte und Prosa), 1991
- Ein Gast, 1993
- Die Kranichmaske die bei Nacht strahlt (Theaterstück), 1993 – Uraufführung in Graz, Neuinszenierung in Nürnberg
- Tintenfisch auf Reisen (Erzählungen), Konkursbuch Verlag, Tübingen 1994, ISBN 978-3-88769-082-3.
- Spiegelbild. Mit Angelik Riemer: Offsetlithographien. Edition Mariannenpresse, Berlin 1994, ISBN 3-922510-79-5.
- Talisman (literarische Essays), Konkursbuch Verlag, Tübingen 1996, ISBN 978-3-88769-096-0.
- Aber die Mandarinen müssen heute abend noch geraubt werden (Traumtexte), 1997
- Wie der Wind in Ei (Theaterstück), 1997 – Uraufführung in Graz, Gastspiel in Berlin
- Verwandlungen. Tübinger Poetikvorlesungen. Konkursbuch Verlag, Tübingen 1998, ISBN 978-3-88769-126-4.
- Orpheus oder Izanagi. Till (Hörspiel und Theaterstück), 1998 – Uraufführung in Hannover, Gastspiele in Tokyo, Kyoto und Kobe
- 13, (CD mit Noto), 1999
- Opium für Ovid, ein Kopfkissenbuch für 22 Frauen (Prosa), Konkursbuch Verlag, Tübingen 2000, ISBN 978-3-88769-156-1.
- Überseezungen (literarische Essays), Konkursbuch Verlag, Tübingen 2002, ISBN 978-3-88769-186-8.
- diagonal (CD mit Aki Takase), Konkursbuch Verlag, Tübingen 2002, ISBN 978-3-88769-198-1.
- Das nackte Auge (Erzählung), Konkursbuch Verlag, Tübingen 2004, ISBN  3-88769-324-8.
- Was ändert der Regen an unserem Leben?, 2005
- Sprachpolizei und Spielpolyglotte (literarische Essays), Konkursbuch Verlag, Tübingen 2007, ISBN 978-3-88769-360-2.
- Schwager in Bordeaux (Roman), Konkursbuch Verlag, Tübingen 2008, ISBN 978-3-88769-376-3.
- Das Bad. Zweisprachige Neuausgabe, japanisch-deutsch, Konkursbuch Verlag, Tübingen 2010, ISBN 978-3-88769-041-0.
- Abenteuer der deutschen Grammatik. Gedichte, Konkursbuch Verlag, Tübingen 2010, ISBN 978-3-88769-757-0.
- Fremde Wasser. Hamburger Gastprofessur für Interkulturelle Poetik. Vorlesungen von Yoko Tawada und wissenschaftliche Beiträge über ihre Poetik. Konkursbuch Verlag, Tübingen 2012, ISBN 978-3-88769-777-8.
- Mein kleiner Zeh war ein Wort. 12 Theaterstücke, Konkursbuch Verlag, Tübingen 2013, ISBN 978-3-88769-781-5.
- Etüden im Schnee (Roman), Konkursbuch Verlag, Tübingen 2014, ISBN 978-3-88769-737-2.
- akzentfrei (Literarische Essays), Konkursbuch Verlag, Tübingen 2016, ISBN 978-3-88769-557-6.[8]
- Ein Balkonplatz für flüchtige Abende (Poetischer Roman), Konkursbuch Verlag, Tübingen 2016, ISBN 978-3-88769-555-2
- Sendbo-o-te (Roman, aus dem Japanischen von Peter Pörtner, Originaltitel Kentoshi), Konkursbuch Verlag, Tübingen 2018, ISBN 978-3-88769-688-7.
- Paul Celan und der chinesische Engel (Roman), Konkursbuch Verlag, Tübingen 2020, ISBN 978-3-88769-278-0.
- Portrait eines Kreisels. Gedichte und Kurzprosa. Konkursbuch Verlag, Tübingen 2022, ISBN 978-3-88769-280-3.
- Eine Zungengymnastik für die Genderdebatte. Konkursbuch Verlag, Tübingen 2023, ISBN 978-3-88769-282-7.

### Auf Japanisch
- Sannin kankei (三人関係, Erzählungen), 1991
- Inu mukoiri (犬婿入り, Erzählungen), 1993
- Alphabet no kizuguchi (アルファベットの傷口, Arufabetto no kizuguchi; Roman), 1993
- Gotthard tetsudō (ゴットハルト鉄道, Gottoharuto tetsudō; Erzählungen), 1996
- Seijo densetsu (聖女伝説, Roman), 1998
- Kitsune tsuki (きつね月, Prosagedichte), 1998
- Hikon (飛魂, Roman), 1998
- Futakuchi otoko (ふたくちおとこ, Erzählungen), 1998
- Katakoto no uwagoto (カタコトのうわごと, Essays), 1999
- Hinagiku no o-cha no baai (ヒナギクのお茶の場合, Erzählungen), 2000
- Yōgisha no yakōressha (容疑者の夜行列車), 2002
- Kyūkei jikan (球形時間), 2002
- Exophonie (エクソフォニー, Ekusofonī; Essays), 2003
- Tabi o suru hadaka no me (旅をする裸の眼, Erzählung), 2004
- Umi ni otoshita namae (海に落とした名前, Erzählung), 2006
- Kasa no shitai to watashi no tsuma (傘の死体とわたしの妻, Gedichte), 2006
- America – Hidō no tairiku (アメリカ 非道の大陸, Amerika – Hidō no tairiku; Reisegeschichten), 2006
- Tokeru machi sukeru michi (溶ける町 透ける路, Reise-Essays), 2007
- Chikyū ni chiribamerarete (地球にちりばめられて, englischer Titel: Scattered all over the Earth, Roman), 2018